# 여틀수도
여틀수도(Yeoteulsudo)는 전라남도 신안군 흑산면 홍도리 띠섬와 진섬 사이의 비교적 짧은 수도이다.

## 해양지명
- 제정 해양지명 : 여틀수도
- 대표위치 (WGS-84) : 34°43´12.0"N, 125°12´02.1"E
- 범위 : 전남 신안군 흑산면 홍도리 띠섬과 진섬 사이의 비교적 짧은 수도

## 명칭 유래
지역주민들이 섬의 한 구간을 틀이라고 하는데 띠섬과 진섬 사이의 바닷길을 '여틀목'이라고 부르고 있어 '여틀수도'라고 명명하였다.